# Layla Hamilton
Layla Hamilton (レイラ・ハミルトン, Reira Hamiruton) este un personaj ficțional din seria anime Kaleido Star. Inițial are un rol antagonic; când Sora Naegino sosește la Kaleido Stage pentru a da o audiție, ea va fi prima care o va respinge. Determinarea, personalitatea și munca grea depusă de Sora la Kaleido Stage o va face pe Layla să o agreeze și să se împrietenească cu aceasta. Toate acțiunile ei, guvernate de trecutul ei și de faptul că vrea să-i facă tatălui ei pe plac, relevă faptul că Layla este probabil personajul cu viața cea mai zbuciumată. Va executa Manevra Legendară cu Sora și se va retrage pe Broadway, interpretând Legenda Phoenixului. 
Este dublată de Sayaka Ohara în versiunea japoneză, de Sandra Krasa în versiunea engleză și Mónica Valencia în versiunea spaniolă (America Latină).

## Descriere

### Copilăria
Layla este singura fiică a familiei Hamilton, o familie extrem de bogată. Când Layla era de vârsta Sorei, aceasta a mers cu părinții la Kaleido Stage. Aceștia au urmărit spectacolul Alice în Țara Minunilor, același spectacol pe care succesoarea ei îl va urmări cu părinții ei. Nu se știe dacă Layla și Sora urmăreau spectacolul împreună. După ce Layla urmează cursurile la Kaleido Stage de la vârsta de 14 ani, Rola Hamilton se îmbolnăvește și va muri.  Layla observă că tatăl ei este distrus de acest lucru și, observându-l că plânge, își jură că nu va mai plânge niciodată; pentru a uita de acest lucru, domnul Hamilton se va afunda în munca sa de proprietar hotelier. În tot acest timp, Layla lucrează și se antrenează enorm pentru a deveni un membru al Kaleido Stage, fiind locul unde o vedea pe mama ei cu adevărat fericită. 
Asistenta Laylei, Macquarie, le spune Sorei și celorlalți că, atunci când era mică, Layla era o fată foarte sensibilă, plângând mereu.

### Adolescența
La 17 ani va fi membră a juriului la audițiile pentru noii recruți. Din cauza unor obstacole, Sora întârzie, dorind totuși să încerce să dea o probă pentru un loc la Kaleido Stage. Layla se ridică și îi reproșează că nu ar fi trebuit să întârzie, indiferent de motiv. O trimite pe Sora acasă,însă e indignată de hotărârea lui Kalos de a urca pe scenă. Îi oferă o ocazie pentru a-și etala abilitățile acrobatice, cerându-i execuția Phoenixului de Aur. Această manevră este foarte complicată, fiind executata la trapez si  este știută doar de Layla. Antrenându-se timp de o săptămână, Sora reușește să execute acrobația până la un punct. Layla îi recunoaște potențialul artistic și îi îngăduie să stea la Kaleido Stage.

## Înfățișare
Pe parcursul anime-ului Layla etalează numeroase piese vestimentare, care de obicei sunt constituite din fuste sau rochii elegante. Layla are un costum de culoare lila pentru antrenamentele din arena Kaleido Stage și sala personală; acele antrenamente unde este implicată apa implică folosirea unui costum impermeabil de culoare neagră și portocalie.
Până spre al doilea OVA, Kaleido Star OVA 2: Legend of Phoenix ~Layla Hamilton Monogatari, Layla este evocată cu părul lung, desprins sau prins în coadă. În acesta Layla va avea părul scurt, fiind tunsă de către Sora. Cu toate acestea, al treilea OVA, Kaleido Star OVA 3: Good da yo! Good! o prezintă ca având părul lung.

## Kaleido Stage
Layla și Yuri participă la Festivalul de Circ de la Paris, iar Kalos îi atenționează că un eșec acolo le va compromite statutul la Kaleido Stage. Auzind asta, Layla se antrenează în secret, îmbunătățind Phoenixul de Aur. Cei doi câștigă, iar Layla va participa la jurizarea audițiilor. Nu îi va permite Sorei să dea o proba și o trimite acasă. O provoacă să execute Phoenixul de Aur pentru a vedea dacă poate să rămână la Kaleido Stage. După ce reușește, Layla va avea tangențe cu ea pe scenă în spectacolul Cenușăreasa. Acolo va face un ad-lib pentru a le acoperi fetelor o greșeală și le va motiva să aibă cea mai bună manevră la acel spectacol. Va merge la niște filmări, timp în care Sora interpretează rolul Micii Sirene, rol pe care îl face întru totul ca Layla. După ce termină filmările, aceasta află că Sora a copiat-o și vede apoi Mica Sirenă în varianta Sorei. Vor fi partenere în spectacolul Nopțile Arabe, iar pentru a se sincroniza cu Sora, vor locui împreună. Antrenamentele decurg greu, iar acestea se vor antrena pe mare. Spectacolul Nopțile Arabe este un succes, însă Yuri dorește să închidă Kaleido Stage. Layla afirmă că, dacă ar fi știut ceva, ar fi făcut totul ca să oprească acest lucru. Mia înființează scenariul pentru spectacolul Libertatea, iar după aceea Layla va fi o interpretă mascată cunoscută de ceilalți ca Vedeta Mascată (仮面スター , The Masked Star), având reprezentații la Marine Park alături de trupa Sorei. Va evolua cu Sora la Festivalul de la Vancouver, însă va fi demascată de Yuri. Fuge în culise unde, după ce afirmă că și-a găsit un partener cu care simte că poate primi aplauze care o fac să tremure, îl vede pe Fool. 

### Întâlnirile cu Spiritul Scenei
Sora o ia pe Layla, ducând-o în spatele scenei. Acolo Fool le va povesti despre Manevra Legendară, însă nu le va spune în ce constă aceasta. Antrenamentul pentru Manevra Legendară va fi coordonat de Kalos la Marele Canion. Acesta constă în numeroase exerciții fizice, executate doar cu mâna dreaptă. Layla realizează că pentru ca Manevra Legendară să fie executată cu succes, partenerii trebuie să aibă exact aceeași greutate. Face multe exerciții și nu mănâncă pentru a putea slăbi. Acest lucru îi cauzează o durere puternică de cap, făcând-o să își lovească umărul de o stâncă. Observă că durerea este prea mare, merge la Cape Mary, unde Kate îi spune că are o lovitură la umăr care se poate agrava dacă ea continuă să se antreneze. Layla nu o ascultă, execută Manevra Legendară cu succes și se va retrage din cauza loviturii.

### Roluri
Pe parcursul anime-ului, Layla va interpreta numeroase roluri în diverse spectacole organizate de Kaleido Stage sau de alte organizații de aceeași anvergură:
| Locul interpretației | Numele reprezentației | Tipul rolului | Personajul interpretat    | Partener               |
| -------------------- | --------------------- | ------------- | ------------------------- | ---------------------- |
| Kaleido Stage        | Romeo și Julieta      | Principal     | Julieta                   | Yuri Killian           |
| Kaleido Stage        | Cenușăreasa           | Principal     | Cenușăreasa               | Yuri Killian           |
| Kaleido Stage        | Mica Sirenă           | Principal     | Mica Sirenă               | -                      |
| Kaleido Stage        | Nopți Arabe           | Principal     | Lider al piraților        | Sora Naegino           |
| Kaleido Stage        | Libertatea            | Principal     | Lider al oamenilor liberi | Sora Naegino           |
| Kaleido Stage        | Manevra Legendară     | Principal     | -                         | Sora Naegino           |
| Marine Park          | -                     | -             | The Masked Star           | Freedom Lights         |
| Broadway             | Salome in Vegas       | Principal     | Salome                    | Sora Naegino, May Wong |
| Broadway             | Legenda Phoenixului   | Principal     | Phoenix                   | Sora Naegino           |

### După execuția Manevrei Legendare
Recuperându-se acasă, primește nenumărate oferte pentru diverse scenete, filme, iar Cathy Timor îi va înmâna scenariul pentru Salome in Vegas. O va invita pe Sora să îi fie parteneră, însă va hotărî să o includă și pe May. Spectacolul are succes, iar Layla observă că încă îl poate vedea pe Fool. Va reveni la Kaleido Stage pentru a îi înmâna lui Kalos Biletele Phoenix, pentru ca o pereche de acrobați să poată participa la Festivalul de Circ de la Paris.

### Festivalul de Circ de la Paris
Layla Hamilton va anunța începutul Festivalului de la Paris, unde va ține un discurs despre necesitatea înfrângerii unei persoane pentru a deveni câstigător. Totodată ea va înmâna trofeul perechii formate din May și Leon, care câștigă cu Spirala Demonului.

### Lacul Lebedelor
Văzând că Sora se antrenează pentru Acrobația Îngerului, Layla îi propune lui Kalos un duel între ea și Sora, pentru a vedea cine e demn să interpreteze rolul Odettei. Se antrenează în secret singură, apoi cu ajutorul lui Yuri, care îi va deveni partener. Acesta este uimit că Layla poate stapâni Acrobația Îngerului, deși avea umărul lovit. Leon afirmă înaintea spectacolului Lacul Lebedelor că inexistența duelului dintre Sora și Layla nu i-ar fi conferit acea încredere deplină în forțele sale.

### Legend of Phoenix ~Layla Hamilton Monogatari~
Layla și Sora vor acea diferite interpretări ale aceluiasi spectacol, Legenda Phoenixului. Layla se pregătește la Broadway, dar nu este satisfăcută de propria interpretare, simțind că Phoenixul ei nu va arăta renașterea dacă nu renaște ca o nouă Layla Hamilton. Într-o încercare disperată de renaștere, pleacă cu o bicicletă spre New York sperând să se regăsească. Pe drum întâlnește numeroase persoane străine și amintindu-și numeroase aspecte ale copilăriei sale, pe parcursul maturizării sale. Cât timp este singură, se gândește la Sora Naegino, până când realizează cât de mult a schimbat-o aceasta, fiindu-i o muză. Odată ce realizează asta, ea a renăscut. La sfârșitul OVA-ului, ni se arată cele două păsări Phoenix diferite.

### Good day yo! Goood!!
Good day yo! Goood!! este un OVA de 26 de minute, unde în a doua parte a OVA-ului Layla este prezentă ca invitat la o lecție de gătit alături de Sora Naegino și May. Layla afirmă că are foarte puțină experiență în domeniul gastronomiei, datorită  morții mamei sale când ea era la o vârstă fragedă și dependenței de ajutorul lui Makkoli, bazându-se pe May în receptarea lecțiilor sale. Bineînțeles, Layla nu știe să folosească nici măcar un cuțit, creând numeroase scene comice.

## Relațiile cu membrii Kaleido Stage
- Sora Naegino este o tânără din Japonia care întârzie la audițiile organizate de Kaleido Stage. Aceasta va executa Phoenixul de Aur pentru a rămâne la acel loc și, pe parcurs, va câștiga încrederea Laylei, devenind partenere. Se relevă că vor executa împreună Legendara Manevră, manevră unde Layla își luxează umărul, retrăgându-se pe Broadway. Va reveni însă pentru a concura cu Sora pentru rolul Odettei din Lacul Lebedelor, rolul fiind câștigat de către Sora. Vor executa în locuri diferite spectacolul Legenda Phoenixului
- Kalos Eldo este persoana cu care Layla se sfătuiește și discută numeroase aspecte despre Kaleido Stage. Este indignată de hotărârea lui Kalos de a o lăsa pe Sora să urce pe scenă, fiind uimită de faptul că el afirmă că într-o zi, lumea va veni doar ca să o vadă pe ea. Însă de cele mai multe ori va purta discuții referitoare la ascensiunea Sorei la Kaleido Stage.
- Ken Robbins are tangențe cu Layla doar dacă trebuie să îi comunice ceva important sau dacă aceasta se antrenează. Are loc o interacțiune pronunțată în momentul plecării acestora la Marele Canion.
- Yuri Killian este partenerul Laylei. Acesta este un acrobat desăvârșit, ca și Layla. Layla nu știe însă că Yuri dorește să închidă Kaleido Stage și, pentru a-l revendica, execută Manevra Legendară. Cei doi vor redeveni parteneri în momentul când Layla se decide să concureze cu Sora pentru rolul Odettei din Lacul Lebedelor. Yuri este uimit să vadă că, în ciuda loviturii la umăr, Layla stăpânește Acrobația Îngerului.
- Mia Guillem se va antrena cu Layla pentru spectacolul Cenușăreasa, însă aceasta nu e mulțumită de execuțiile Miei. Aceasta va fi mulțumită de scenariul pentru spectacolul Libertatea și se va antrena cu Mia și ceilalți.
- Doctorița Kate este cea care o va anunța că umărul ei este foarte grav lovit. O atenționează să înceteze cu antrenamentele, respectiv execuția Manevrei Legendare, însă Layla nu o ascultă. Afirmă că, în calitate de doctor, nu e de acord cu decizia ei, însă ca și prieten, abia așteaptă spectacolul care va fi oferit de ea și Sora.
- Fool, Spiritul Scenei este entitatea care i se arată la Festivalul de la Vancouver. Acesta îi explică Laylei că îl poate vedea deoarece este aleasă de Scenă să interpreteze Manevra Legendară împreună cu Sora. Spre deosebire de Sora, care a fost foarte panicată când l-a observat pe Fool, Layla este foarte calmă.
- Rosetta Passel este observată de Layla în momentul sosirii ei la Kaleido Stage pentru a avea o reprezentație de o săptămână cu Diablo. Se observă admirația ei pentru tânăra campioană de Diablo.
- May Wong este cea care dorește să o impresioneze pe Layla cu talentul ei. Vor interpreta împreună pe Broadway în reprezentația Salome in Vegas.
- Leon Oswald este cel care participase în urmă cu trei ani la Festivalul de Circ de la Paris unde participase și Layla. Observă antrenamentul brutal la care e supusă Sora, afirmând că dacă îi va face ceva rău, va regreta.
- Domnul Kenneth este persoana care are cea mai mare încredere în talentul Laylei. Când acesta sosește la Kaleido Stage în momentul reinițierii spectacolului Mica Sirenă, Kenneth dorește să vadă o altă persoană interpretând acel rol, știind capacitățile Laylei. După execuția Manevrei Legendare, Domnul Kenneth spune că știa că Layla și Sora vor reuși să interpreteze acea Manevră.

### Relațiile cu alte personaje
- Kevin Hamilton este tatăl Laylei. El dorește ca fiica sa să abandoneze Kaleido Stage pentru a deveni o actriță. Layla vrea ca acesta să îi recunoască munca depusă la Kaleido Stage, însă acest lucru nu este posibil, deoarece domnul Hamilton este liderul lanțurilor hoteliere Hamilton, având numeroase întâlniri de afaceri. Cu ajutorul lui Yuri, acesta este convins să vină la reprentația Manevrei Legendare. Este uimit de capacitățile Laylei, afirmând că este mândru de independența acesteia.
- Rola Hamilton este mama Laylei. Aceasta era foarte fericită când a fost dusă la spectacolul Alice în Țara Minunilor, fiind și momentul în care și-a văzut părinții că se distrează. Observă că Rola admiră pasărea legendară Phoenix și o ascultă pe Rola citindu-i despre ea. Rola este foarte bolnavă, stă mult timp în spitale și va muri. Deoarece observă că tatăl ei este foarte trist din cauza morții soției sale, Layla își jură că nu va mai plânge niciodată, pentru a nu-și supăra tatăl.
- Macquarie Thompson este asistenta Laylei. Cele două se cunosc încă de mici, crescând împreună. După moartea mamei sale, Layla observă în fiecare colț al casei florile preferate ale Rolei; se relevă că Macquarie le puse pentru a îi aminti mereu de mama ei. Ea îi confecționează costumul pentru a apărea ca The Masked Star la Vancouver și ea se ocupă de zborurile ei.
- Charlotte și Julie sunt 2 fete care stau tot timpul împreună la Kaleido Stage. Acestea o însoțesc pe Layla, aceasta dorind înlocuirea Sorei și a Annei în acrobația Tripla Iluzie cu cele două fete. După execuția Manevrei Legendare, Charlotte și Julie vor locui și munci pentru Layla, ajutând-o pe aceasta să obțină informații despre antrenamentul pentru Acrobația Îngerului.
- Cathy Timor este o regizoare de pe Broadway, care îi înmânează un scenariu pentru spectacolul Salome la Vegas. Aceasta acceptă și o invită pe Sora să îi fie partener. Cele două vor petrece mult timp împreună, făcând diverse decizii pentru spectacole sau discutând despre Sora.